# Nello Bartolini
Nello Bartolini (Firenze, 13 giugno 1904 – Firenze, 19 marzo 1956) è stato un mezzofondista e siepista italiano.

## Biografia
Nel 1928 prese parte ai Giochi olimpici di Amsterdam, dove fu eliminato durante le fasi di qualificazione dei 3000 metri siepi. Ci riprovò quattro anni dopo a Los Angeles 1932 conquistando il decimo posto nella gara dei 3460 metri siepi. Nel 1934 partecipò ai campionati europei di Torino, classificandosi settimo nei 5000 metri piani, dove ottenne la sua migliore prestazione assoluta pari a 15'26"0.
A livello nazionale fu sette volte campione italiano, quattro delle quali come componente di una staffetta e le altre tre a titolo individuale (nei 5000 metri piani nel 1930 e nella corsa campestre nel 1931 e 1932).

## Palmarès
| Anno | Manifestazione  | Sede        | Evento       | Risultato | Prestazione | Note                          |
| ---- | --------------- | ----------- | ------------ | --------- | ----------- | ----------------------------- |
| 1928 | Giochi olimpici | Amsterdam   | 3000 m siepi | Batteria  | n/d         |                               |
| 1932 | Giochi olimpici | Los Angeles | 3460 m siepi | 10º       | 11'29"0     |                               |
| 1934 | Europei         | Torino      | 5000 m piani | 7º        | 15'26"0     | Miglior prestazione personale |

## Campionati nazionali
- 1 volta campione italiano assoluto dei 5000 m piani (1930)
- 1 volta campione italiano assoluto della staffetta 4×800 m (1930)
- 2 volte campione italiano assoluto della staffetta 3×3000 m (1930, 1931)
- 1 volta campione italiano assoluto della staffetta 3×5000 m (1934)
- 2 volte campione italiano assoluto di corsa campestre (1931, 1932)

1927
- Bronzo ai campionati italiani assoluti, 1500 m piani

1930
- Oro ai campionati italiani assoluti, 5000 m piani - 15'38"3/5
- Oro ai campionati italiani assoluti, staffetta 3×3000 m - 27'19"2/5 (con Giuseppe Lippi ed Euclide Svampa)
- Oro ai campionati italiani assoluti, staffetta 4×800 m - 8'17"1/5 (con Giuseppe Lippi, Emilio Sasso ed Euclide Svampa)

1931
- Oro ai campionati italiani assoluti, staffetta 3×3000 m - 27'18"4/5 (con Corrado Franceschini e Giuseppe Lippi)
- Oro ai campionati italiani assoluti di corsa campestre, 10 km - 34'41"8

1932
- Oro ai campionati italiani assoluti di corsa campestre, 6 km - 19'55"0

1934
- Oro ai campionati italiani assoluti, staffetta 3×5000 m - 48'08"4 (con Bruno Betti e Giuseppe Lippi)